# Väike-Kareda
Väike-Kareda – wieś w Estonii, w prowincji Järva, w gminie Koigi.